# باتیس
باتیس، سردار دلیر ایرانی در زمان هخامنشی اهل زَرَنگ و فرماندار غزه در سدهٔ چهارم پیش از میلاد مسیح بود. اسکندر که به غزه حمله کرد چندین ماه این شهر را در محاصره داشت. باتیس شهر را تسلیم نکرد. اما در نهایت اسکندر توانست با محاصرهٔ غزه، مقاومت آنان را بشکند. او از باتیس خواست که از او طلب بخشش کند و در برابرش زانو بزند، اما باتیس ایستادگی کرد. مشهور است که باتیس جز با نگاه غضب‌آلود به اسکندر نگاه نکرد و هیچ سخنی بر زبان نراند.

## سرگذشت
در کتاب اسکندر مقدونیِ به ترجمهٔ جان یاردلی آمده است:
باتیس به اسکندر نگاهی کرد که نه تنها بی‌باکانه بود، بلکه به بی‌اعتنایی محض می‌مانست. او حتی یک کلمه هم در جواب تهدیدهای اسکندر بر زبان نیاورد. اسکندر گفت: "آیا سکوت خیره‌سرانهٔ او را می‌بینید؟ آیا او در برابر من زانو زده است؟ آیا به من التماس کرده است؟ اما من بر سکوت او چیره خواهم شد. پایان کار او را حداقل با ناله‌هایش رقم خواهم زد.
سپس پای باتیس را سوراخ کرد و طنابی را از درون آن رد کرد. طناب را به گاری بست و باتیس را دور شهر غزه گرداند، اما باتیس تا جان در بدن داشت سخنی نگفت و حتی ناله هم نکرد. تاریخ‌نگاران اسکندر بسیار مقاومت و ایستادگی او را ستوده‌اند.
پس از شکنجهٔ سختی که باتیس تحمل کرد، سرداران مقدونی از درنده‌خویی اسکندر دلخور شدند. اسکندر برای تبرئهٔ خود به آن‌ها گفت: «من از نژاد آشیل هستم و همان کاری را با باتیس کردم که آشیل با هکتور کرد». هکتور سردار دژ تروآ بود که در نبرد تن به تن با آشیل شکست خورد و آشیل برخلاف رسوم جوانمردانهٔ مبارزه پاهای جسد او را به گاری‌اش بست و به دنبال خود کشید.